# PLATO (обсерватория)
Обсерватория PLATO — система телескопов, расположенная в Антарктиде.
Обсерватория PLATO - появилась благодаря усилию ученых более чем из 60 стран мира. Ванг был одним из организаторов их первой встречи в Пекине, Китай. На этой встрече учеными было выбрано идеальное расположение для обсерватории, получившее название Dome A. Однако, идеальное для ведение научных наблюдений, оно оказалось в силу своей труднодоступности не совсем подходящим для обеспечения бесперебойного электропитания обсерватории.
Обсерватория полностью автоматизирована и производит снимки звёздного неба каждые 10 секунд. Находится в районе станции Куньлунь, на полпути от ледника Ламберта к Южному полюсу на вершине высокогорного плато Арго «Купол A» (Dome A). На 2008 год система состоит из 8 телескопов: 4 из Китая, 2 компании CaItech, 1 из Университета штата Аризона и 1 из Университета Экстера. Связь с обсерваторией осуществляется через спутник. В перспективе китайское правительство планирует вложить около 25 миллионов долларов в дальнейшее строительство исследовательской станции. К 2010 году планируется оснастить обсерваторию ещё двумя телескопами, что значительно расширит её возможности.
PLATO летом будут питать солнечные батареи, а зимой - высокоэффективные генераторы, работающие на реактивном топливе (потребляют 4000 литров топлива за сезон). Ванг, выступая в Китайском полярном научно-исследовательском институте с предложением ускорить текущее финансирование проекта, подчеркнул, что доставка 1 барреля топлива на обсерваторию увеличивает его стоимость в 9 раз.